# موسیقی قرن بیستم

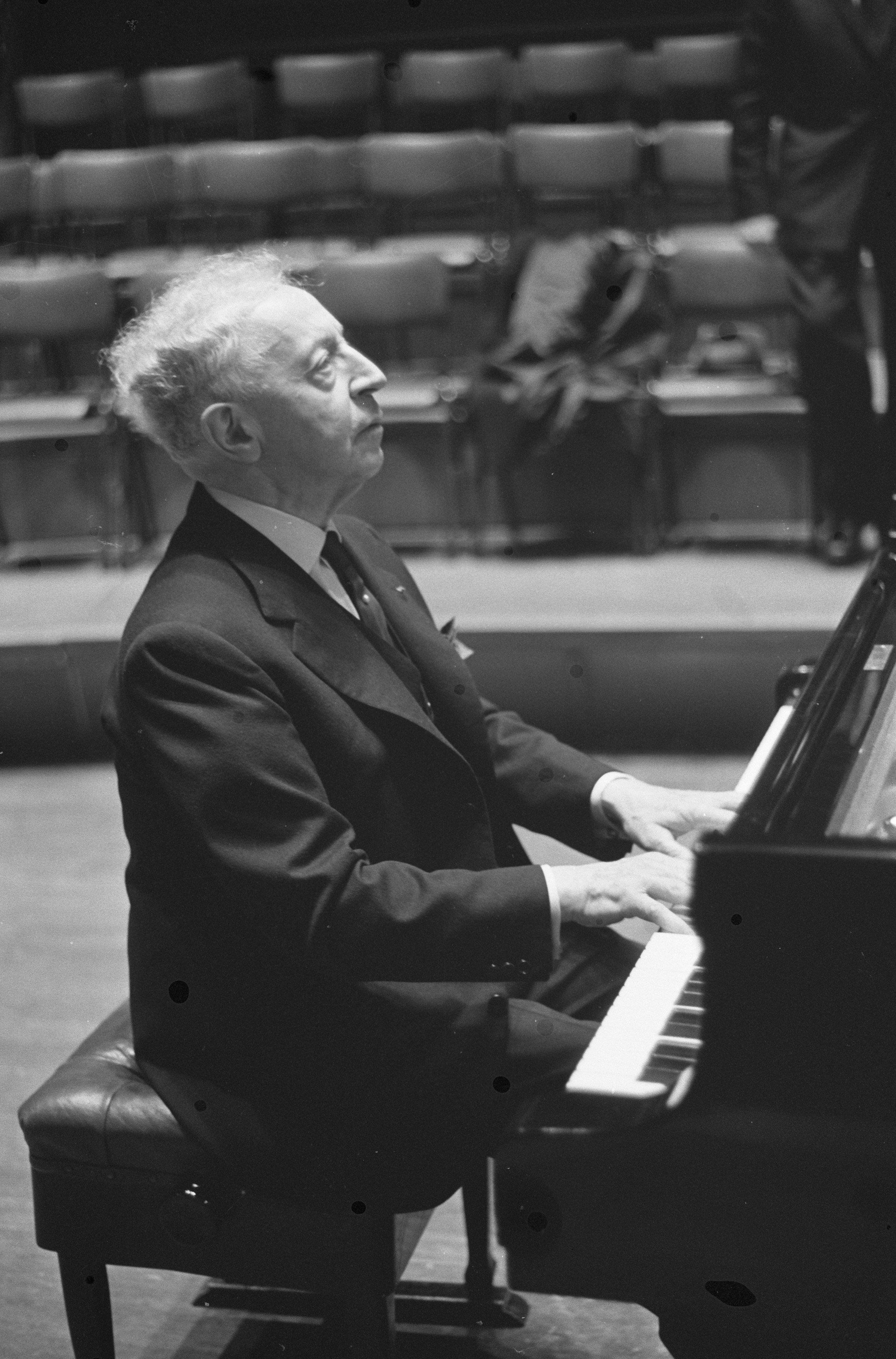
پیانیست آرتور روبینشتاین در ۱۹۶۲

موسیقی در قرن بیستم (انگلیسی: 20th-century music) پیشرفت‌های چشمگیری داشته‌است. در این دوره، دسترسی مردم به موسیقی متنوع افزایش بسیاری پیدا کرد. فناوری در زمینه‌های گوناگون، اختراع سازهای متعددی در دنیای موسیقی و پیشرفت وسایل ارتباطی مانند رادیو و تلویزیون و اینترنت، باعث شد که هنر موسیقی، مخاطبان و هواداران بسیاری پیدا کند و هنرمندان جدید از طیف‌های مختلف اجتماعی پا به عرصه هنر موسیقی بگذارند.
قرن بیستم، نوآوری‌های جالبی در قالب‌ها و سبک‌های موسیقی بهمراه داشت.
آهنگسازان و ترانه سرایان اشکال و صداهای جدیدی را کشف کردند که قوانین پذیرفته شدهٔ موسیقی در دوره‌های قبل را به چالش می‌کشید.
توسعه تقویت کننده‌های قوی گیتار و تقویت کننده‌های صوتی در دهه‌های ۱۹۶۰ و ۱۹۷۰ موجب برگزاری کنسرت‌های بزرگ شد که در آن حتی کسانی که با گران‌ترین بلیط‌ها می‌توانستند این نمایش را ببینند. آهنگسازان و ترانه سرایان با سبکهای موسیقی جدیدی مانند (تلفیقی از موسیقی جاز و راک) در اواخر دهه ۱۹۶۰ آزمایش کردند. همچنین آهنگسازان و نوازندگان از ابزارهای الکتریکی، الکترونیکی و دیجیتال و دستگاه‌های موسیقی استفاده کردند.
در دهه ۱۹۸۰، حالت‌های سریع تر حمل و نقل مانند پرواز هواپیما سرعت چشمگیری در اجرا و پیشرفت کنسرت‌های موسیقی بهمراه داشت.

## تاریخچه
قبل از اختراع گرامافون در سال ۱۸۹۲ و پخش زنده رادیویی (اولین بار در سال ۱۹۱۹) مردم به‌طور عمده به موسیقی در کنسرت‌های موسیقی کلاسیک و نمایش تئاترهای موسیقی گوش می‌دادند که البته برای قشر معمول جامعه پرهزینه بود و به طبقه متوسط رو به بالا محدود می‌شد.
بعد از در دسترس قرار گرفتن گرامافون در بازار به‌طور گسترده و همچنین پخش رادیویی موسیقی، مردم می‌توانستند بدینوسیله انواع مختلف موسیقی را در سراسر جهان گوش بدهند،
این امر باعث شد که طیف وسیعی از مردم که امکان شرکت در کنسرت موسیقی را نداشتند، قادر به شنیدن زنده اجرای سمفونی‌های کلاسیک یا اپرا بشوند.
ضبط صدا همچنین تأثیر زیادی بر پیشرفت موسیقی مردمی همان موسیقی پاپ گذاشت چرا که ضبط صدا این امکان را به خوانندگان و هنرمندان موسیقی فراهم کرد که بتوانند با هزینه کم، به‌طور گسترده ترانه‌های خود را در سراسر جهان پخش کنند.
توسعه و پیشرفت نسبتاً ارزان ضبط و تولید و پخش موسیقی از طریق گرامافون و سپس کاست‌های در سال ۱۹۸۳، ضبط صوتی دیجیتال و پخش ضبط و اجرای موسیقی در رادیو، ضبط ویدئو یا اجرای زنده در شبکه‌های تلویزیونی تا دهه ۱۹۹۰، ضبط‌های صوتی و تصویری از طریق اینترنت ، با استفاده از اشتراک گذاری فایل‌های ضبط شده صوتی دیجیتال، مردم را از طیف‌های وسیعی از طبقات مختلف اجتماعی اقتصادی وارد انتخابهای متنوعی کرد که بتوانند اجرای موسیقی‌های مختلف توسط هنرمندان سراسرجهان را بشنوند.
ضبط چند تراک و میکس کردن آهنگ‌ها در پیشرفت و معرفی موسیقی راک و پاپ در سال ۱۹۵۵ بسیار مؤثر بود چرا که در فن صدا برداری این امکان را به نوازندگان و هنرمندان داد که بتوانند چندین صدا را ضبط و میکس کنند، کاری که به‌طور زنده بر روی سن قادر به انجام آن نبودند.
پیشرفت تکنولوژی مهندسی صدابرداری در سال ۱۹۴۹، و امکان ادیت کردن صداها، یک پهنه جدیدی در عرصه موسیقی کلاسیک به اسم موسیقی کانکریت را به وجود آورد.

## اجزا تشکیل دهنده ارکستر در قرن بیستم
در زمان بتهوون و فلیکس مندلسون در قرن ۱۹ میلادی، ارکستر از یک هسته نسبتاً استانداری برخوردار بود که به ندرت عوض می‌شد که به تدریج و با گذر زمان و تغییراتی که دوره رمانتیک با ظهور هکتور برلیوز و مالر در خود به‌وجود آورد، سازهایی مانند ساکسفون در قرن بیستم مورد استفاده قرار گرفت. این ساز در سمفونی شماره ۶ و ۹ اثر رالف وان ویلیامز استفاده شد و همچنین در اثری از ویلیام والتون مورد استفاده قرار گرفت.
در این دوره ارکستر به‌طور عام تشکیل شده بود از سازهای زهی، سازهای چوبی، سازهای براس، کوبه ای، پیانو، سازهای بادی برنجی، چنگ … و همچنین سازهای الکترونیک که بعضاً مورد استفاده قرار می‌گرفت مانند گیتار برقی و باس.

## تغییر سبک
در قرن بیستم نوآوری‌های جالب در قالب‌ها و سبک‌های موسیقی به‌وجود آمد. آهنگسازان و ترانه سرایان اشکال جدید و صداهای جدیدی را خلق کردند که موسیقی دوره قبلی را به چالش می‌کشید. مانند استفاده از آکوردهای طولانی و آکوردهای بیباپ Bebop که یک سبک مهم جاز در دهه ۴۰ بود.
پیشرفت تقویت کننده‌های قدرتمند گیتار و تقویت کننده‌های صوتی در دهه ۱۹۶۰ و۱۹۷۰ موجب شد تا گروه‌های زیادی کنسرت‌های بزرگی را برگزار کنند و مردم هم بتوانند با بلیط‌های ارزان برای تماشا حضور پیدا کنند.
آهنگسازان و ترانه سرایان با سبک جدید موسیقی کار جدید را تجربه می‌کردند و در اواخر دهه ۱۹۶۰ سبک موسیقی جاز فیوژن پا به عصر هنر موسیقی گذاشت.
با گذر ایام، آهنگسازان شروع به استفاده از سازهای الکترونیک و دیجیتال کردند و دستگاه‌های موسیقی وارد صحنه شد.
در دهه ۱۹۸۰ سبک‌های جدید موسیقی مانند موسیقی رقص الکترونیک مانند موسیقی هاوس بوسیله سازهای الکترونیک پیشرفته مانند سیتی سایزر به‌وجود آمد.
به‌وجود آمدن وسایل نقلیه سریع‌السیر مانند هواپیمای جت، به آهنگسازان و طرفدارانشان اجازه سفرهای طولانی و در کمترین زمانبندی را داد که بتوانند هر چه بیشتر هنر خود را به نمایش بگذارند.